# Cryptomycocolacaceae
Cryptomycocolacaceae är en familj av svampar. Cryptomycocolacaceae ingår i ordningen Cryptomycocolacales, klassen Cryptomycocolacomycetes, divisionen basidiesvampar och riket svampar.
| Cryptomycocolacaceae | \| \| Colacosiphon \| \| \| \| \| \| Cryptomycocolax \| \| \| \| |
|                      | \| \| Colacosiphon \| \| \| \| \| \| Cryptomycocolax \| \| \| \| |
|                      | Colacosiphon                                                     |
|                      |                                                                  |
|                      | Cryptomycocolax                                                  |
|                      |                                                                  |

|  | Colacosiphon    |
|  |                 |
|  | Cryptomycocolax |
|  |                 |